# Espartinas
Espartinas es un municipio español de la provincia de Sevilla, Andalucía, España. Está en la comarca de Aljarafe. Su extensión superficial es de 22,7 km² y se encuentra a 18 kilómetros  de la capital de provincia. Cuenta con una población de 16 482 habitantes (INE 2024).
El municipio cuenta con el segundo índice de renta per cápita más alto de Andalucía, sólo por detrás del municipio vecino de Tomares, considerado el más rico de Andalucía. Varios municipios de la comarca de El Aljarafe completan el resto de posiciones más altas del ranking, ya que también gozan de elevadas rentas medias por hogar.

## Geografía
Limita con los siguientes municipios:
| Olivares          | Villanueva del Ariscal | Valencina de la Concepción |
| Sanlúcar la Mayor |                        | Gines                      |
| Benacazón         | Umbrete                | Bormujos                   |

## Historia

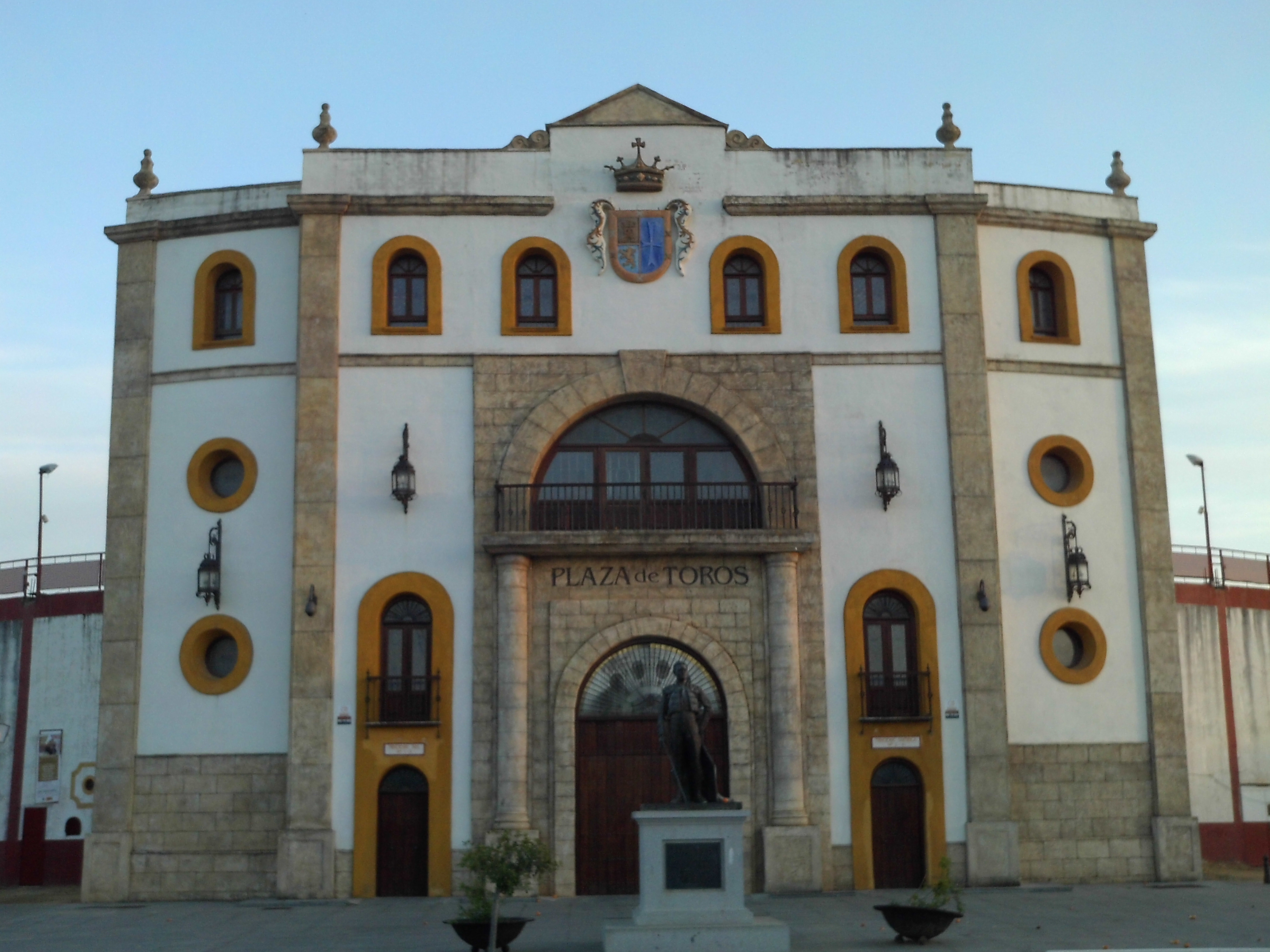
Plaza de toros de la localidad.

La mayoría de los historiadores remonta su origen a la Hispania romana. No obstante, una minoría remonta sus orígenes a un asentamiento turdetano basándose en que la obra Geografía de Ptolomeo menciona uno en esta zona denominado Spoletinum. En la etapa romana su población se dedicaba al cultivo de la vid y del olivo. La prosperidad de la zona motivó la creación en este entorno de las villas de Lauretum, Tablante, Paterna, Villalvilla y Mejina. Tras la conquista musulmana del siglo VIII estas villas se convirtieron en alquerías dependientes del distrito de Hish-al-Farach (el actual San Juan de Aznalfarache).
El nombre de Espartinas aparece por primera vez con la reconquista cristiana del valle del Guadalquivir en el siglo XIII. El rey castellano Fernando III quiso cambiar el nombre de lugar por "Monasterios", pero esto no fructificó. En el repartimiento, en Loreto (antiguo Lauretum) se funda un convento, la cercana aldea de Cazalla Almanzor es concedida a los pobladores de Sanlúcar la Mayor y el resto de núcleos de población quedan incluidos dentro de Espartinas.
En 1281 la villa participó en la batalla de Baeza, por lo que el rey Alfonso X concede al escudo de la ciudad ocho aspas (símbolo de la batalla) y una Cruz de Malta. La Cruz de Malta era usada por los caballeros de esa orden y su diseño está basado en cuatro puntas de lanza.
En tiempos recientes, la carretera Sevilla-Huelva propició un gran crecimiento del pueblo.
También destaca por poseer una gran plaza de toros inaugurada en 2005, coincidiendo con el 25 aniversario de la alternativa del torero Espartaco.Actualmente la plaza se encuentra en estado de casi completo abandono por parte del ayuntamiento desde que Espartinas fue declarado pueblo antitaurino en 2021, aunque sí es cierto que en 2023 se renovó su escudo.

## Geografía humana

### Demografía
Cuenta con una población de 16 482 habitantes (INE 2024).
| Gráfica de evolución demográfica de Espartinas entre 1842 y 2021                                                      |
| |
| Población de derecho según los censos de población del INE. Población de hecho según los censos de población del INE. |

| Relación de unidades poblacionales |             |
| Núcleos de población               | Hab. (2015) |
| Espartinas                         | 6.959       |
| Ramal de Villanueva                | 856         |
| Camino de Sanlúcar                 | 516         |
| Camino de Umbrete                  | 2.709       |
| El Retiro                          | 311         |
| Roalcao                            | 1.073       |
| Los Barreros                       | 1.592       |
| Monte Alto                         | 785         |
| Total municipio                    | 14.909      |

### Economía
Hay 195 hectáreas de cultivos herbáceos, de las que 6 son de patata temprana y 75 de girasol. También hay 1.161 hectáreas de cultivos leñosos, de las que 1.042 son de olivares de aceituna de mesa. Cuenta con el polígono industrial José Díaz, el polígono industrial Los Vientos y el polígono industrial y tecnológico Pétalo.
Espartinas es el segundo municipio con más riqueza en Andalucía. Además ocupa el puesto 66 entre las cien localidades con mayor renta de España.

#### Evolución de la deuda viva municipal
El concepto de deuda viva contempla sólo las deudas con cajas y bancos relativas a créditos financieros, valores de renta fija y préstamos o créditos transferidos a terceros, excluyéndose, por tanto, la deuda comercial.
| Gráfica de evolución de la deuda viva del Ayuntamiento de Espartinas entre 2008 y 2022                                  |
| |
| Deuda viva del Ayuntamiento de Espartinas, en miles de euros, según datos del Ministerio de Hacienda y Función Pública. |

## Iglesia de la Asunción
Fue edificada a mediados del siglo XVII. Fue ampliada en 1726 por Diego Antonio Díaz. En la década de 1760 el templo fue restaurado Pedro de Silva y Francisco Romero construyó un campanario nuevo y de 1770 a 1771 fue reformado por Ambrosio de Figueroa. El edificio consta de tres naves y tiene influencias mudéjares.
El altar mayor fue realizado por Luis de Vílchez en 1732. Es de estilo barroco, con algunos detalles rococó y neogóticos. Está decorado también con columnas salomónicas. En el altar destacan la Inmaculada, san José, san Antonio y, en la parte superior, un relieve del Padre Eterno. Al pie del presbiterio hay una pila bautismal de 1627.
A comienzos del siglo XX se añadió una capilla en la cabecera de la nave izquierda. Esta capilla es neogótica, con decoración cardina, que alberga un crucificado de escala mayor que la natural realizado con papelón en el siglo XVIII.
En la nave derecha hay una capilla en la cual se encuentran los titulares de la Hermandad Sacramental, El Santísimo Cristo de la Sangre y María Santísima de los Dolores, así como en una vitrina el Simpecado de la Hermandad de Nuestra Señora del Loreto, con un camarón neogótico. En la puerta lateral de la iglesia, que desemboca en el patio  alberga una custodia de pan de oro de tres cuerpos con figuras de los Padres de la Iglesia, los evangelistas y la Inmaculada, hallándose junto al antiguo simpecado de la Hermandad del Rosario y junto a la Inmaculada que esta custodiada por dos Mártires y situada junto a una pila bautismal. También unay un cuadro que es una copia de una Inmaculada de Murillo y otro del Juicio Final realizado en el siglo XVII. En el lateral izquierdo podemos encontrar las tallas de San Tracisio, patrón de la Juventud de la Hermandad Sacramental desde 1971 y que actualmente acompaña al Santísimo la mañana del Corpus. También se encuentra una imagen de Jesús Sacramentado y de Santa Bárbara. 
La iglesia se caracteriza por su espadaña, que sirvió como torre vigía durante la guerra civil española. Cabe destacar los incendios sufridos por el techo de madera.

## Convento y Hacienda de Loreto
Se trata de un convento franciscano. El recinto cuenta con un patio de entrada (compás), una iglesia, una sacristía, dos claustros con galerías y espacios intermedios que comunican a los edificios. La mayor parte de la arquitectura es del siglo XVIII, aunque se conservan algunos del siglo XVI y una torre medieval.
En 1520, don Enrique de Guzmán, de la familia ducal de Medina Sidonia, y su esposa doña María Ortiz Manuel y Figueroa donaron unos terrenos a los padres franciscanos para la fundación de un convento al que sería anexionada por cesión del arzobispado de Sevilla a la primitiva ermita. Posteriormente la hija de ambos, María de Guzmán enlazó con el linaje Arias de Saavedra, instalando en la Hacienda anexa su residencia una rama de esta noble familia, señores y luego marqueses del Moscoso. 
Al anterior templo, del que subsiste la cabecera convertida en sacristía, se le añadiría un nuevo templo de mayores dimensiones, el cual fue realizado entre 1716 y 1733 con un proyecto de Diego Antonio Díaz. El altar mayor fue realizado a mediados del siglo XVIII y está decorado con santos vinculados a la orden franciscana, como san Francisco y santa Clara. En el centro hay un camarín con la Virgen de Loreto, patrona de la comarca del Aljarafe. El rostro de la Virgen y las manos son del siglo XIV, mientras que el resto de la figura y el Niño Jesús que sostiene en brazos son del siglo XVIII. Junto a la Virgen hay dos pequeñas estatuillas que, según una leyenda, representan a esclavas liberadas de los sarracenos gracias a la Virgen.
En el interior del convento hay una torre mocha de la Baja Edad Media.

## Festividades locales y Ámbito Religioso-Cultural
Las principales Festividades locales con las que cuenta el pueblo de Espartinas son fechas muy concretas y señaladas. Espartinas goza de un Patrimonio Religioso-Cultural bastante amplio, en el que podemos encontrar Hermandades como la Sacramental, La Hermandad del Rocío, la Hermandad del Loreto y la Asociación de Fieles de Nuestra Señora del Rosario. Podemos encontrar como fiesta mayor de este pueblo la de la Resurrección, dicha festividad comienza en la noche del Sábado Santo con la vigilia Pascual, y en el canto del Gloria de dicha celebración, las campanas de Espartinas repican y suben cohetes anunciando el día grande del pueblo, el cual se viene celebrando anterior al año 1726, año del que se datan las primeras reglas de la Hermandad Sacramental de Espartinas. La mañana del Domingo de Resurrección, procesionan María Santísima de los Dolores de Gloria y la Custodia con el Santísimo Sacramento del Altar. Otros de los días festivos de esta localidad es la Mañana del Corpus Christi, anterior también a las reglas de esta antigua Hermandad. Día en el que se engalanan las calles y pasa el Santísimo bajo palio visitando a los Enfermos e impedidos. También se cuenta con el Martes Santo, día que no se atribuye a los días festivos de la localidad pero siendo uno de los días de peso de este pueblo. La mañana del Martes Santo se realiza la Santa Misa antes los pasos, y la visita de todos los fieles, devotos, hermanos y vecinos del pueblo, así como las ofrendas florales por parte de las Hermandades de los pueblos cercanos. Esa Noche a las 20:00 se pone en la calle la Hermandad Sacramental como cofradía de Nazarenos, procesionando el Santísimo Cristo de la Sangre en su paso y María Santísima de los Dolores bajo palio. La mañana del Viernes Santo, se celebra el Viacrucis con la talla del Santísimo Cristo de la Sangre por las calles de Espartinas. La Hermandad Sacramental, en el próximo año 2026 cumplirá su Tricentenario de sus Reglas.
Otra de las fiestas Importantes de esta localidad se trata de la Festividad de la Santísima Virgen del Loreto, Patrona del Aljarafe Sevillano y de la Aviación, que procesiona el día 8 de septiembre, día de la Natividad de la Santísima Virgen. Esta virgen es venerada por todos los pueblos del Aljarafe y su procesión se lleva a cabo por las viñas, acumulando una multitud enorme de Fieles y vecinos del Aljarafe. La Santísima Virgen es girada en cada esquina de la viña, mirando a cada unos de los pueblos que comprenden el Aljarafe Sevillano. Sus cultos comienzan con un triduo en la parroquia de Nuestra Señora de la Asunción de Espartinas ante su bendito Simpecado, desde el jueves hasta el sábado anterior a la Novena. Posteriormente se celebra la Novena en el Monasterio de Nuestra Señora de Loreto en la cual participan todos los pueblos y Hermandades del Aljarafe haciendo su tradicional ofrenda floral en el Ofertorio. La Hermandad del Loreto, celebró su 90 aniversario en el año 2016
En octubre, sobre la cercana fecha del 7 de octubre, procesiona Nuestra Señora del Rosario, celebrando solemne triduo en sus fechas y la procesión en el sábado de la misma semana que coincide con su onomástica. Esta procesión se caracteriza cuando la Virgen gira hacia el callejón de los Mártires y se lanzan una batería de Fuegos artificiales. Este acto simbólico, representa el lugar en el que estaba situada la antigua villa de Espartinas y el lugar por el que vino esta virgen.
Rondando las fechas de Pentecostés, la Hermandad del Rocío de Espartinas celebra sus cultos comenzando dos semanas después de la Semana Santa con el Traslado en Rosario Vespertino del Simpecado hacia la parroquia de Nuestra Señora de la Asunción. Semanas después se celebra el Triduo en honor a la Santísima Virgen del Rocío en cual se simboliza por sus cánticos y su diana. Previos instantes antes de comenzar el Triduo, los tamborileros recorren las calles con los cohetes anunciando la misa. El miércoles por la mañana, de la misma semana de Pentecostés, la Hermandad del Rocío camina hacia la aldea almonteña, celebrando una santa misa de Romeros y posteriormente despidiéndose en su carreta de su pueblo. La Hermandad del Rocío de Espartinas cumplió su 75 Aniversario el pasado año 2015.
Cabe destacar las labores y acciones sociales, y festivas que realizan estas Hermandades durante todo el año con fines lucrativos, como Carreras, Cross, Casetas de Feria, Belenes Vivientes y Fiesta del Mosto, así como la forma de involucrarse en las actividades de este pueblo.